# Alecu Văcărescu
Alecu Văcărescu (1769-1799) est un poète de la renaissance culturelle roumaine, fils du poète et grammairien Ienăchiță Văcărescu.
Vivant à Bucarest en Valachie, il est l'auteur de poèmes d'amour, à la manière du poète grec Anacréon.